# Marie Reim
Marie Reim, nata Marie-Louise Oberloher (Colonia, 8 maggio 2000), è una cantante tedesca.

## Biografia
Figlia dei cantanti pop Michelle e Matthias Reim e sorella da parte di suo padre del cantante Julian Reim, è cresciuta a Colonia.
Nel 2012 ha fatto la sua prima apparizione televisiva nello show di Florian Silbereisen Das Herbstfest der Überraschungen e ha presentato la canzone Gib nicht auf. Tre anni dopo ha cantato la canzone Zieh vor dir selber nello show 150 Jahre Schlager. Nel 2016 è stata sul palco con sua madre alla serata di successo dell'anno alla Lanxess Arena di Colonia. All'inizio del 2017, ha accompagnato sua madre in tournée e ha cantato una canzone con lei ad ogni concerto.
A gennaio 2018 ha firmato il suo primo contratto discografico con Ariola. Nel febbraio 2020 ha pubblicato il suo primo singolo SOS. La canzone proviene da un team di autori quali Tim Peters, Werner Petersburg e Alexander Scholz, che avevano già lavorato con i suoi genitori. Il brano è stato prodotto da Silverjam. Il loro album di debutto 14 Phasen è stato pubblicato nel giugno 2020, seguito da alcune apparizioni televisive. Nel settembre 2020 ha tenuto la sua prima esibizione dal vivo al Waldbühne Rügen. Il suo manager è Uwe Kanthak.

## Discografia

### Album in studio
- 2020 – 14 Phasen
- 2022 – Bist du dafür bereit?

### Singoli
- 2020 – SOS
- 2020 – Weil das Mädels so machen
- 2021 – Ich bin so verliebt